# 日御碕

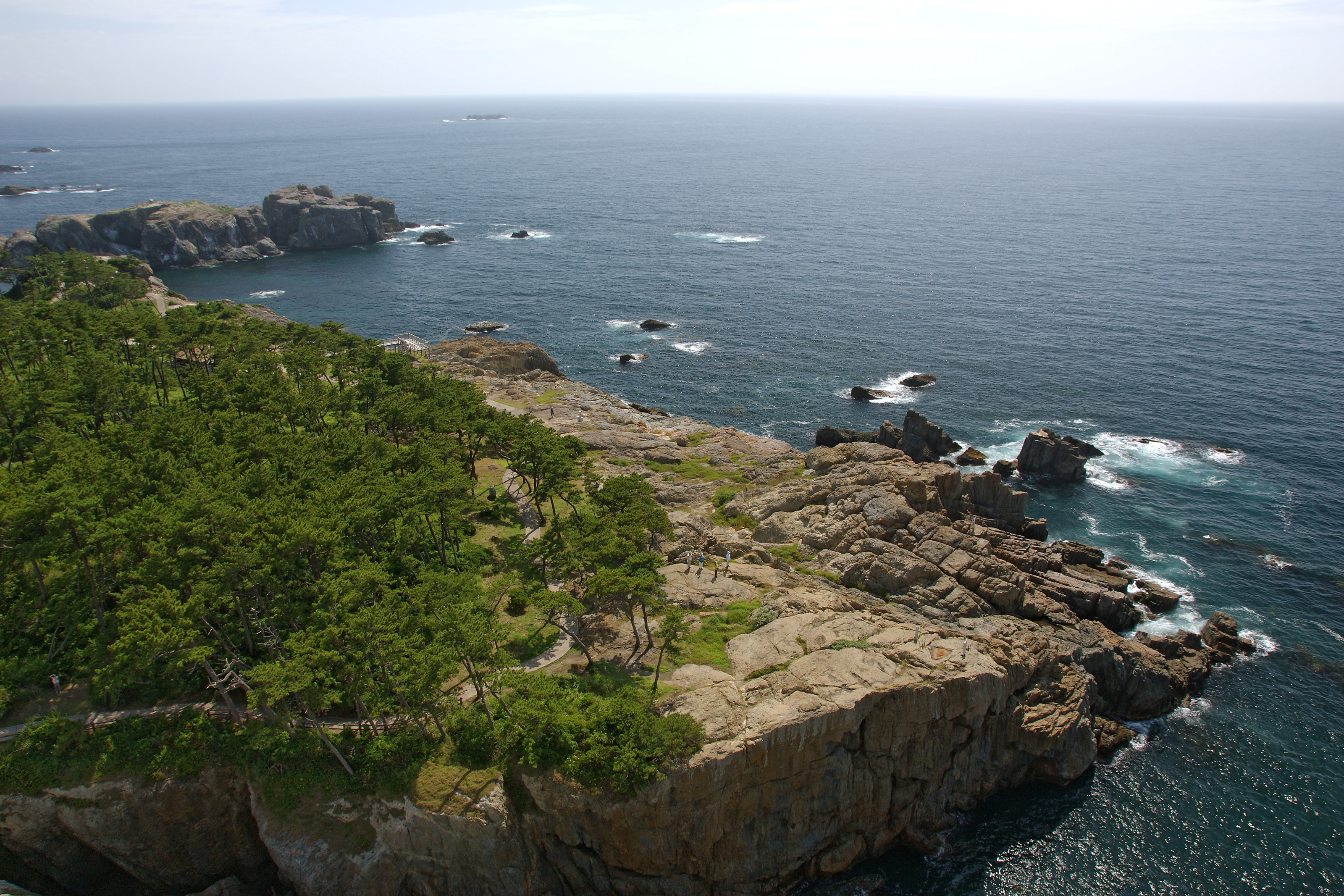
日御碕

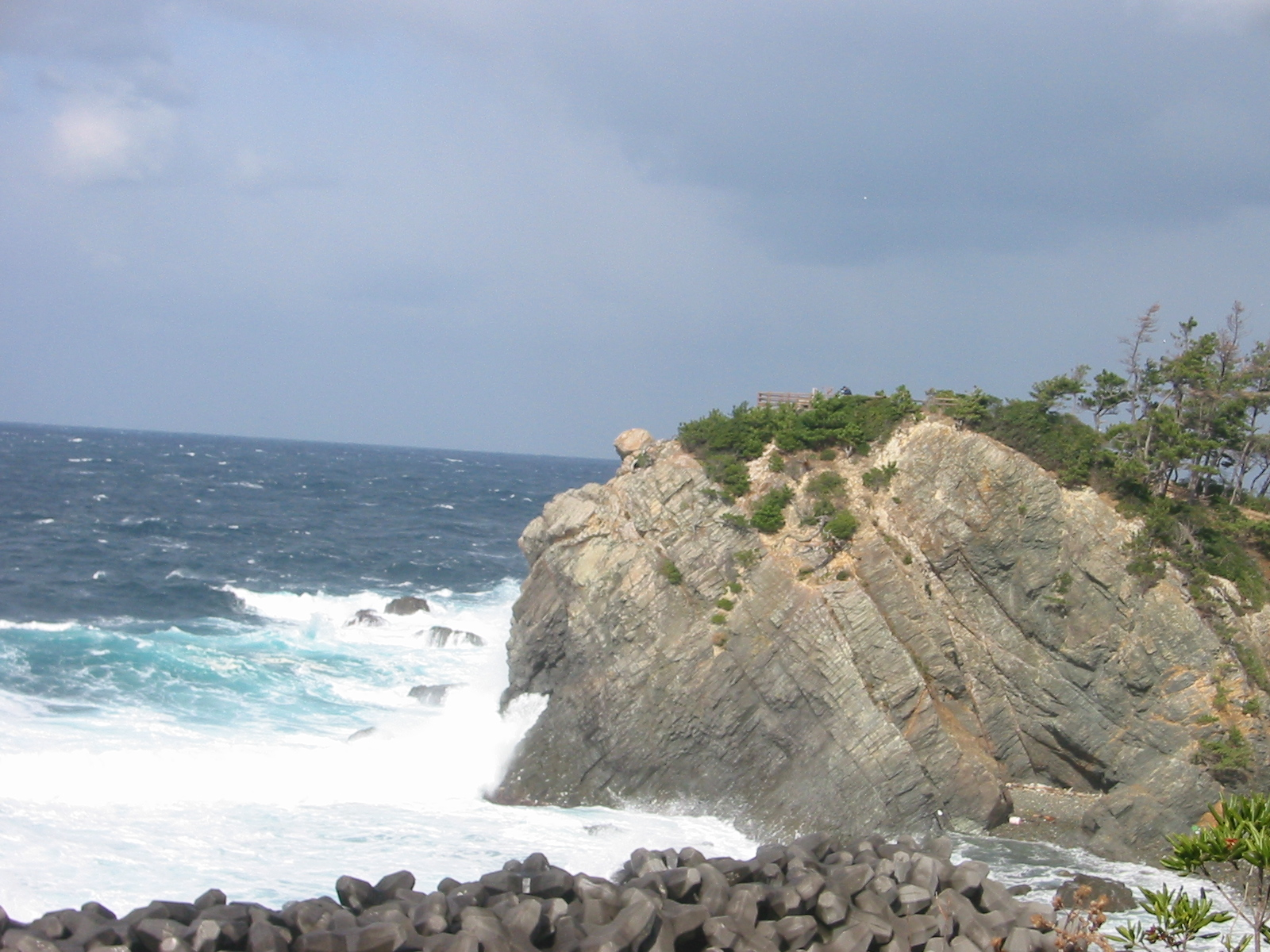
日御碕

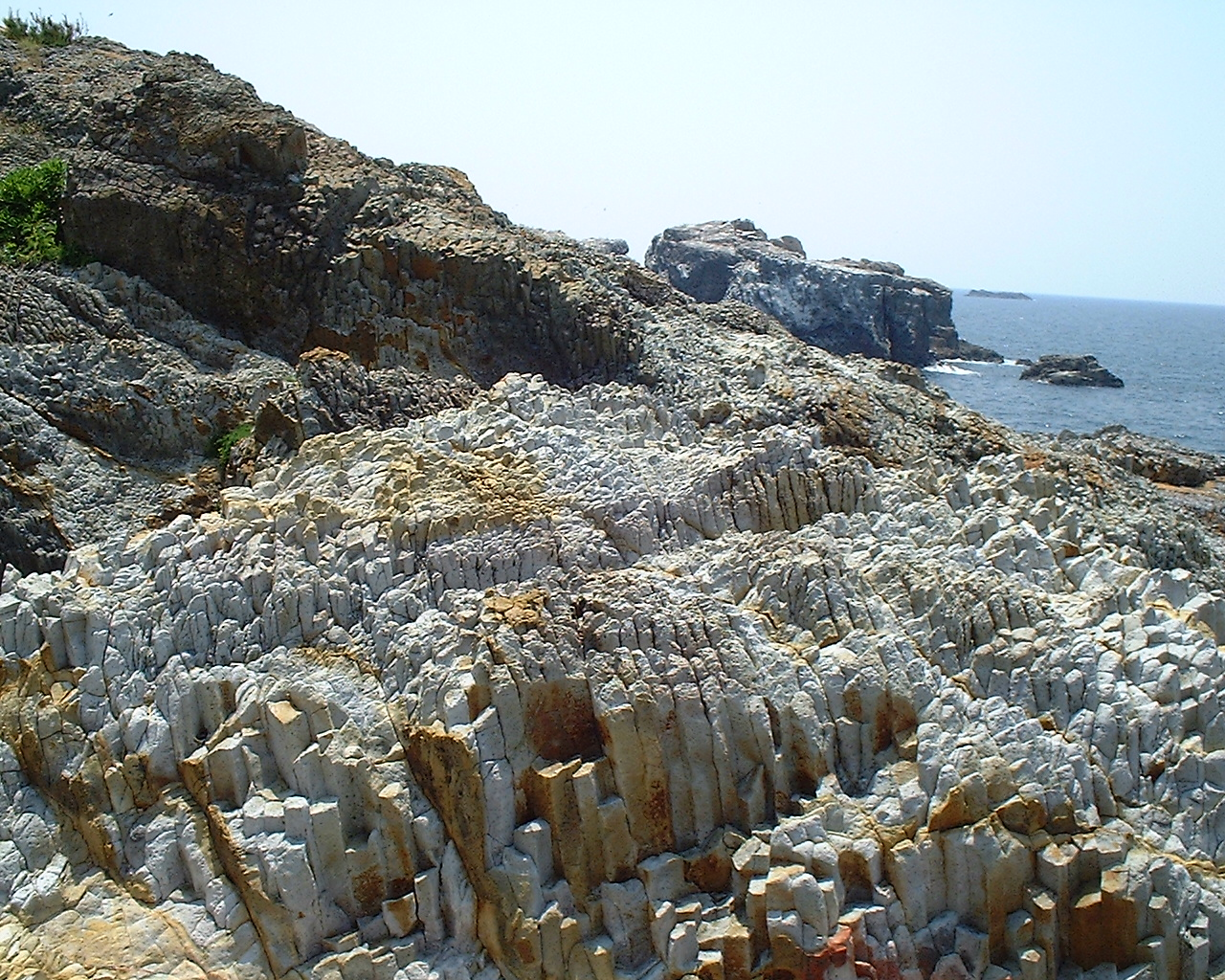
日御碕の柱状節理

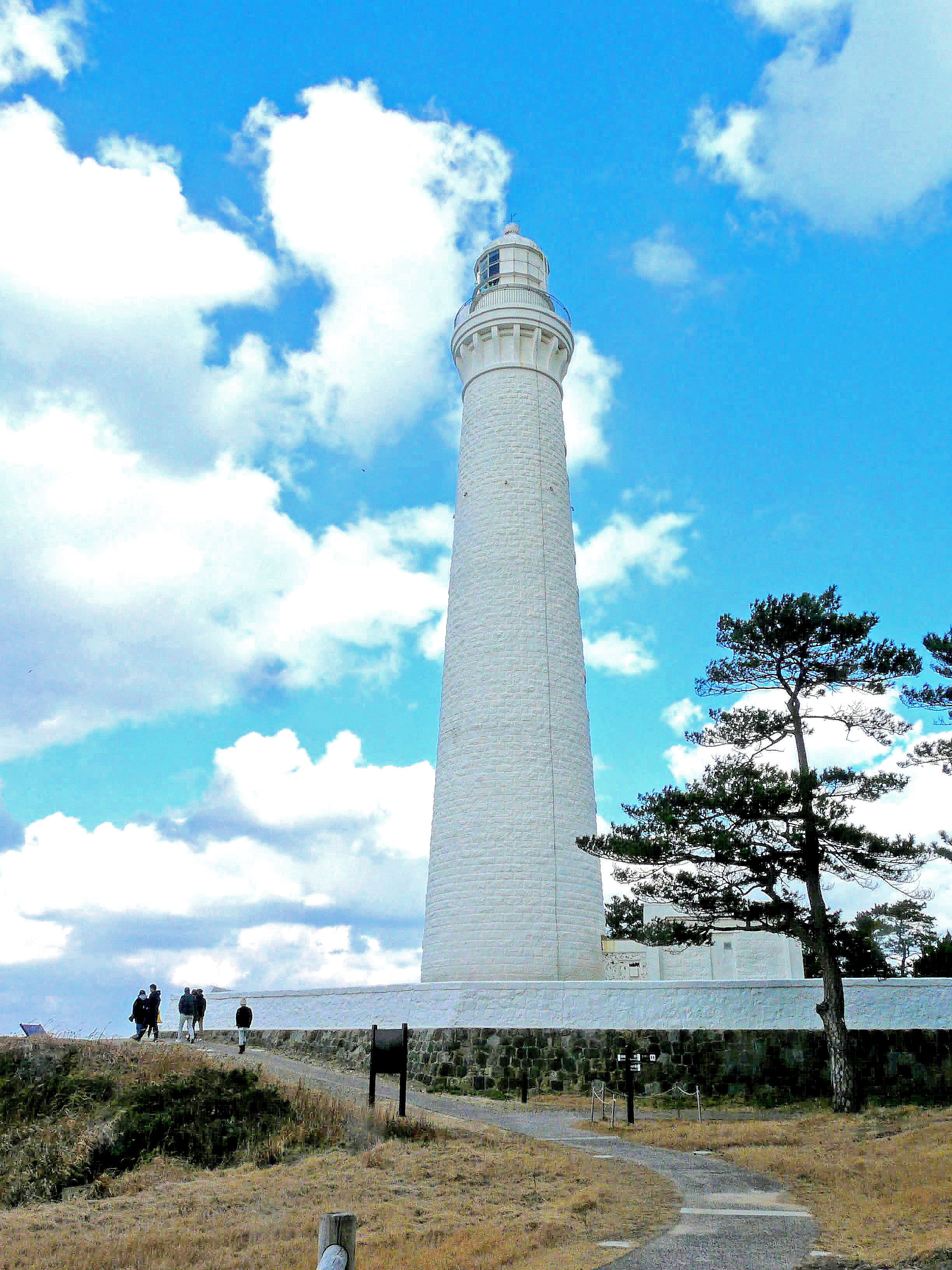
出雲日御碕灯台

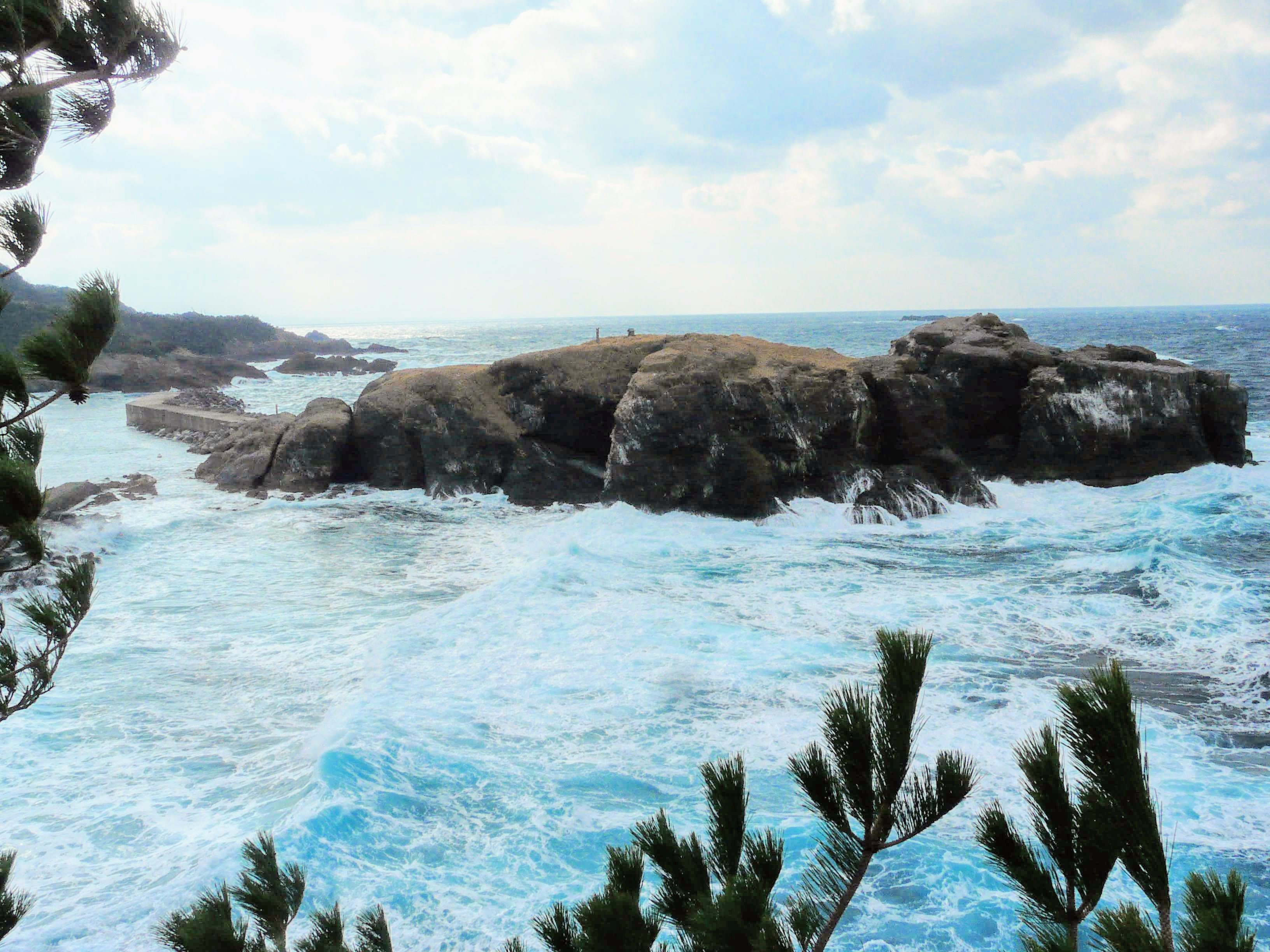
経島（ふみしま）

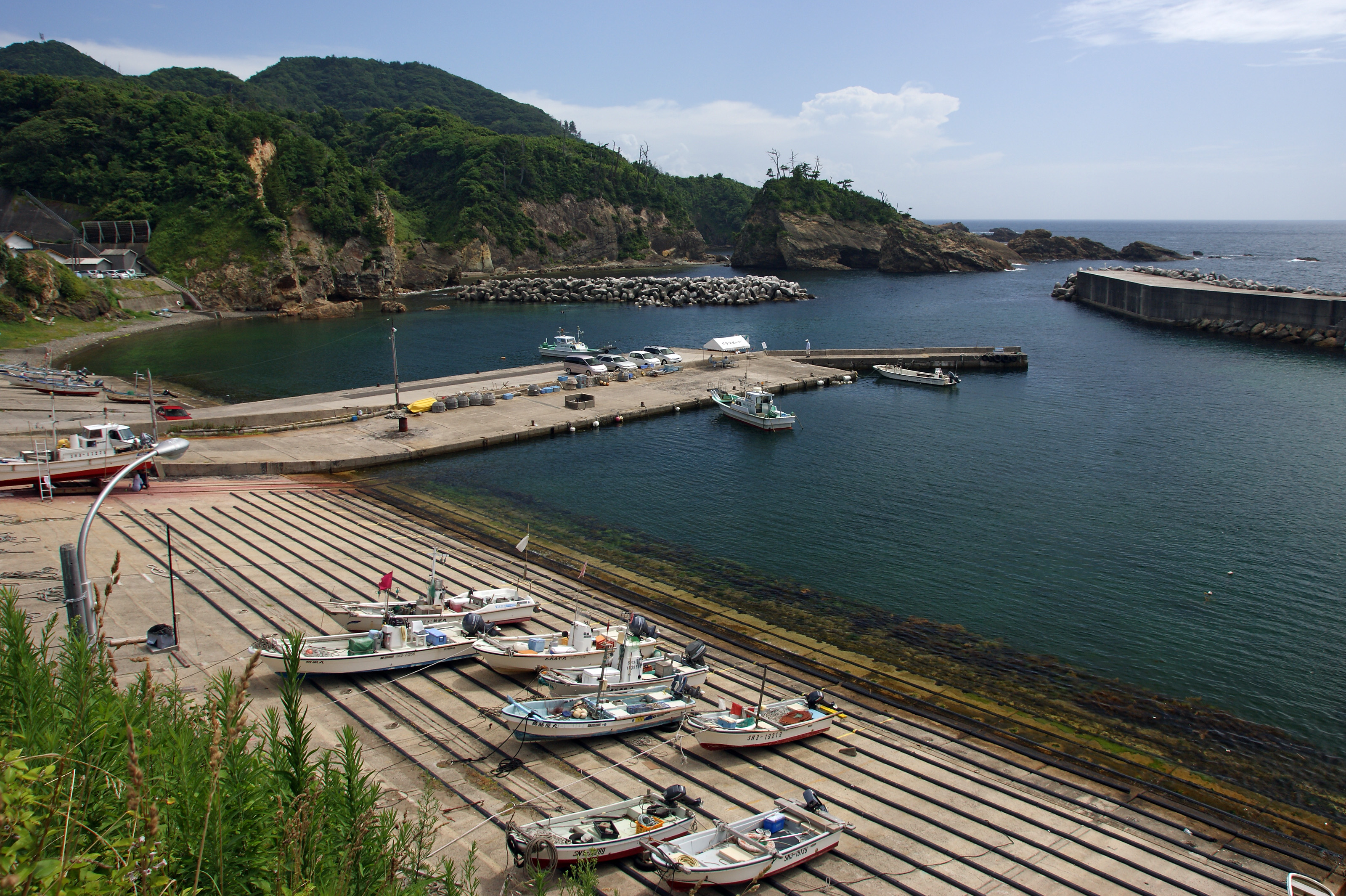
日御碕漁港

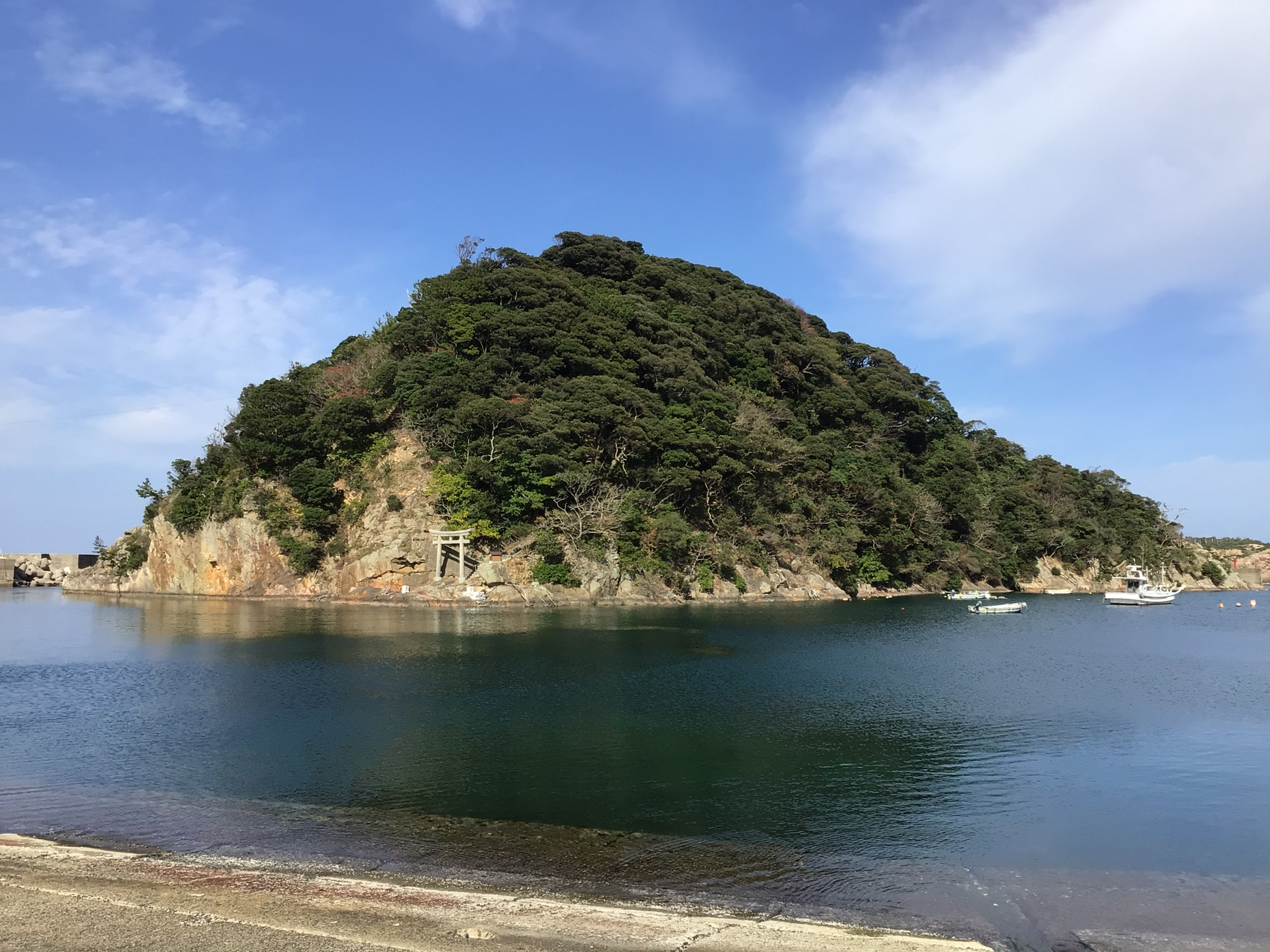
権現島(宇龍)

日御碕（ひのみさき）は、島根県出雲市大社町日御碕に位置し、島根半島のほぼ西端で日本海に面する岬。大山隠岐国立公園に含まれる。

## 地理
流紋岩から構成される山が沈降して海に浸かり、波に侵食された後にわずかに隆起し「海食台」と呼ばれる地形が形成された。周辺には柱状節理や洞穴が見られ、海上には小島や岩礁が点在する。平安時代初期、出雲を訪れた巨勢金岡が稲佐の浜からつながる海岸線にある島の一つを描こうとしたが、刻々と変化する様子を描き切れなかったという伝承があり「筆投島（ふでなげじま）」の名の由来となった。
岬の名のとおり古くから「日」に縁がある地として知られ、日御碕神社にはスサノオを祀る神の宮とアマテラスを祀る日沉宮がある。
海底にはサドガセとボングイと呼ばれる岩があり、人工的に彫られた階段や参道、祭祀跡が確認されている。これは沖縄県の南城市にある世界遺産斎場御嶽に似ており、天照大神の神話によく似た神話が斎場御嶽に伝わっている。岬上には1903年（明治36年）初点灯の出雲日御碕灯台が立つ。海抜63 m, 光達21海里で、灯塔は43.65 mと石作りの灯台としては日本一の高さである。参観灯台なので見学も可能である。
日御碕の近くには経巻が固まってできたという経島（ふみしま）がある。「日御碕の大ソテツ」及び南方に浮かぶ経島の「経島ウミネコ繁殖地」は国の天然記念物となっている。

## 施設・観光
- 日御碕神社
- 出雲日御碕灯台
- 筆投島
- 小松平展望台
- 日御碕海中公園（グラスボート）
- おわし浜海水浴場

## 交通
- JR出雲市駅から一畑バスで60分
- 出雲大社連絡所から一畑バスで23分
- 国道431号
- 島根県道29号大社日御碕線

## 地区
- 中山
- 御碕
- 宇龍

## 周辺情報
- 出雲大社
- 奉納山公園
- 伊那西波岐神社
- 稲佐の浜
- 手錢記念館
- 出雲文化伝承館
- 因佐神社
- 命主社